# Werner Meyer-König
Werner Meyer-König (* 26. Mai 1912 in Böblingen; † 26. Dezember 2002 in Bad Krozingen) war ein deutscher Mathematiker, der sich mit Analysis (Funktionentheorie, Approximationstheorie) beschäftigte.
Meyer-König war der Sohn eines Arztes. Er studierte ab 1930 Mathematik und Physik an der Universität Tübingen, der Universität Kiel und der Universität Stuttgart (damals TH). Er wollte zunächst Lehrer werden und legte 1936 in Tübingen sein Lehramtsexamen ab, wurde dann aber Assistent in Stuttgart und wurde 1939 bei Konrad Knopp in Tübingen promoviert (Limitierungsumkehrsätze mit Lückenbedingungen). Im Zweiten Weltkrieg war er am Forschungsinstitut Graf Zeppelin in Stuttgart. 1947 habilitierte er sich in Stuttgart, wo er Privatdozent und ab 1953 außerplanmäßiger Professor war. 1958 wurde er dort nach einer Gastprofessur 1956/57 an der University of Cincinnati außerordentlicher und 1960 ordentlicher Professor. 1967/68 war er Gastprofessor an der University of Wisconsin und 1969 war er Dekan der Fakultät für Natur- und Geisteswissenschaften an der TH Stuttgart. 1980 emeritierte er und zog nach Freiburg im Breisgau.
Zu seinen Doktoranden zählt Dieter Gaier.